# 刘俚
刘俚（?—?），汉朝宗室，西汉第十代城阳王，刘景子。
第一任城阳景王刘章是汉高祖刘邦孙子，参与平定诸吕之乱。前20年，其父刘景死后，刘俚的弟弟刘云袭位，在位一年。前19年，刘云去世，谥号哀，城阳国撤销，前16年七月，城阳国被汉成帝恢复，刘俚嗣位。公元6年，王莽代漢，废城阳王为城阳公，公元7年削爵为民。 